# Samuel Zeleke
Samuel Zeleke (* 9. März 1999) ist ein äthiopischer Leichtathlet, der sich auf den Mittelstreckenlauf spezialisiert hat.

## Sportliche Laufbahn
Erste Erfahrungen bei internationalen Meisterschaften sammelte Samuel Zeleke im Jahr 2021, als er bei den Olympischen Sommerspielen in Tokio im 1500-Meter-Lauf startete und dort mit 3:37,66 min im Halbfinale ausschied. Im Jahr darauf schied er bei den Weltmeisterschaften in Eugene mit 3:40,77 min in der ersten Runde aus, wie auch bei den Weltmeisterschaften 2023 in Budapest mit 3:36,57 min. 

## Persönliche Bestzeiten
- 1500 Meter: 3:32,80 min, 8. Juni 2021 in Hengelo
  - 1500 Meter (Halle): 3:36,23 min, 8. Februar 2022 in Sabadell
- Meile: 3:55,23 min, 16. Juni 2022 in Oslo